# 佐々木尚
佐々木 尚（ささき ひさし）は漫画雑誌編集者。男性。少年誌『週刊少年ジャンプ』（集英社）の編集を行う。『週刊少年ジャンプ』編集部第9代編集長。

## 概要
大学卒業後、集英社へ入社。『週刊少年ジャンプ』編集部に配属。和月伸宏の初投稿時から担当をし、1994年『るろうに剣心 -明治剣客浪漫譚-』を連載させてヒットに導く。その後、副編集長になる。編集長代理を経て、2008年3月27日付で編集長へ昇進。『週刊少年ジャンプ』編集部第9代編集長となり、2011年29号まで担当した。2015年現在はアメリカ・サンフランシスコで英語版ジャンプの出版に携わる。
AFS年間留学生第26期としてアメリカ合衆国カンザス州にいったこともあり、その経験からAFS日本協会の広報委員会メンバーとしてボランティア活動も行った。海外展開に積極的で、『週刊少年ジャンプ』の売上は「日本での読者は頭打ち。海外にも目を向けていく時期」と答えている。
また、大場つぐみ・小畑健著の『バクマン。』にも編集長役で登場しており、「漫画というのは面白ければよく、面白い漫画は連載されるのが当たり前」という、「面白さ絶対主義」の信念を持ち、良くも悪くもブレない姿勢を持つ厳格な人物として描かれている。

## 担当作品
- こちら葛飾区亀有公園前派出所（秋本治） - 4代目担当。第686話から約1年1ヶ月[4]（1991年頃）。
- ジョジョの奇妙な冒険 ダイヤモンドは砕けない（荒木飛呂彦） - 2代目担当、1992-1993年[5]。
- BØY（梅澤春人） - 1993年頃
- るろうに剣心 -明治剣客浪漫譚-（和月伸宏）- 1994-1999年。連載開始から終了まで一貫して担当を務めた。
- 地獄先生ぬ〜べ〜 - 1993年頃
- レベルE（冨樫義博） - 1995-1996年頃[6]。